# Scott Gault
Scott Hunter Gault (Berkeley, 31 de enero de 1983) es un deportista estadounidense que compitió en remo.
Participó en los Juegos Olímpicos de Verano, obteniendo una medalla de bronce en Londres 2012, en la prueba de cuatro sin timonel, y el quinto lugar en Pekín 2008, en la prueba de cuatro scull.

## Palmarés internacional
| Juegos Olímpicos | Juegos Olímpicos      | Juegos Olímpicos  | Juegos Olímpicos   |
| Año              | Lugar                 | Medalla           | Prueba             |
| ---------------- | --------------------- | ----------------- | ------------------ |
| 2012             | Londres (Reino Unido) | Medalla de bronce | Cuatro sin timonel |